# Matchless Model 1 2½ HP Lady's
Het Matchless Model 1 2½ HP Lady's was een damesmotorfiets die het Britse merk Matchless in 1912 op de markt bracht. Het was het zustermodel van het Matchless Model 2 2½ HP Lightweight.

## Voorgeschiedenis
Matchless was in 1878 opgericht als rijwielfabriek door Henry Herbert Collier. In 1899 begon Collier te experimenteren met clip-on motoren van De Dion, die hij eerst boven het voorwiel, later onder het zadel en uiteindelijk bij de trapperas monteerde. In de loop van de jaren nul werd een flink aantal motorfietsmodellen gebouwd, altijd met inbouwmotoren van andere bedrijven, zoals MMC, MAG, Antoine, White & Poppe en vooral JAP. Collier's zoons Harry (1884) en Charlie (1885) kwamen al op jonge leeftijd in het bedrijf en zorgden voor veel reclame in de motorsport. Zij waren de mede-initiatiefnemers van de Isle of Man TT, die ze beiden (Charlie 2x en Harry 1x) wisten te winnen met motorfietsen uit het eigen bedrijf. Rond 1909 waren ze ook al betrokken bij de ontwikkeling van nieuwe modellen, waaronder hun eigen racemotoren. In 1912 ontwikkelden de broers al hun eigen motorblokken. Onder de eerste modellen was het Model 1 2½ HP Lady's.

## Model 1 2½ HP Lady's
Damesmotorfietsen waren in deze periode dun gezaaid, evenals dames die zich voor het motorrijden interesseerden. Er waren echter meer doelgroepen, zoals de geestelijkheid, die met haar lange soutanes dezelfde opstapproblemen had als de dames met hun lange en wijde rokken. Om een "instap" te creëren kreeg het damesmodel een open brugframe met twee bovenbuizen, zoals dat bij normale modellen met flattanks gebruikelijk was. De hoogste buis liep vanaf het balhoofd slechts enkele tientallen centimeters horizontaal, om daarna onder een hoek van 45° naar beneden te buigen om bij de trapperas uit te komen. De onderste bovenbuis liep nog stijler naar beneden om de voorkant van het motorblok te dragen. Tussen deze buizen zat een kleine, ruitvormige tank en tussen deze tank en de zadelbuis zat de lage instapruimte. De aandrijfriem kreeg een metalen afdekscherm om te voorkomen dat de rok (of soutane) door de riem gegrepen werd. Ook de aanfietsketting kreeg een kettingscherm. Opmerkelijk was dat het damesmodel standaard een drieversnellingsnaaf met free engine hub kreeg, terwijl het vergelijkbare herenmodel deze naaf slechts als "extra" geleverd kreeg. Het damesmodel werd aangeboden voor 51 Guineas en daarvoor kreeg men ook een gereedschapstasje met boordgereedschap, een bagagedrager, de kentekenplaten en een standaard zowel bij het voor- als het achterwiel. Het voorspatbord was smaller dan bij het herenmodel, maar had daartegenover wel een flinke rubberen flap aan de onderkant om water en modder op te vangen.